# Stictotarsus funereus
Stictotarsus funereus är en skalbaggsart som först beskrevs av George Robert Crotch 1873.  Stictotarsus funereus ingår i släktet Stictotarsus och familjen dykare. Inga underarter finns listade i Catalogue of Life.